# Tricheurois nigrocuprea
Tricheurois nigrocuprea är en fjärilsart som beskrevs av Moore 1867. Tricheurois nigrocuprea ingår i släktet Tricheurois och familjen nattflyn. Inga underarter finns listade i Catalogue of Life.